# JDŽ 06
Als JDŽ 06 (ab 1954 JŽ 06, ursprünglich JDŽ 486) bezeichnet wird eine Personenzug-Schlepptenderlokomotive der Jugoslawischen Staatsbahnen Jugoslovenske državne železnice (JDŽ) mit der Achsfolge 1'D1'. Sie wurde gemeinsam mit den Baureihen JDŽ 05 und JDŽ 30 ab 1929 von den Berliner Lokomotivherstellern Borsig und Berliner Maschinenbau-Actien-Gesellschaft vormals L. Schwartzkopff entwickelt. Während Schwartzkopff den Bau der Reihe 05 übernahm, baute Borsig die Loks der Reihen 06 und 30. Alle drei Baureihen basierten auf den Entwicklungsgrundsätzen der Einheitsdampflokomotiven der Deutschen Reichsbahn-Gesellschaft.

## Vorgeschichte
Die nach dem Ersten Weltkrieg entstandenen Eisenbahnen des Königreichs der Serben, Kroaten und Slowenen (SHS) hatten von den Bahnen der Vorgängerstaaten einen sehr heterogenen Fahrzeugbestand übernommen. Da weite Teile des Landes noch kaum verkehrlich erschlossen waren, wurde ein umfassender Ausbau des Bahnnetzes geplant. Hierfür und zum Ersatz alter österreichischer, ungarischer und serbischer Lokomotiven planten die SHS ein umfangreiches Neubauprogramm. Sie orientierten sich dabei an den seit 1926 gebauten Einheitsdampflokomotiven der Deutschen Reichsbahn.
1929 erhielten daher den beiden Berliner Lokomotivfirmen Borsig und Schwartzkopff den Auftrag für Entwicklung und Bau dreier Dampflokbaureihen, die sich an die Baugrundsätze der DR anlehnen sollten:
- Eine 2’C1’-Lokomotive für Schnellzüge (Baureihe 05)
- Eine 1’D1’-Lokomotive für schwere Personen- und Eilgüterzüge (Baureihe 06)
- Eine 1’E-Lokomotive für schwere Güterzüge (Baureihe 30)

Alle drei Baureihen wiesen eine große Anzahl identischer Bauteile auf. Während beide Firmen für die Entwicklung einen gemeinsamen Arbeitskreis einsetzten, teilten sie sich den Bau auf. Schwartzkopff übernahm die Schnellzuglok, Borsig die beiden anderen Baureihen.

## Geschichte
Die Baureihe 06 sollte auf den Gebirgsstrecken im westlichen Jugoslawien und auf den Strecken in Richtung Bulgarien und Griechenland universell vor allen Zuggattungen einsetzbar sein. Vorgabe war eine Höchstgeschwindigkeit von 80 km/h, was zur Entstehungszeit für die angestrebten Einsatzzwecke ausreichend war. Auf einer 1-%-Steigung sollte sie Züge bis zu 600 t noch mit 80 km/h befördern können und dafür 8000 kg Zugkraft am Tenderhaken entwickeln. Weitere Vorgaben für alle Loks waren 18 t Achslast und die Verwendung jugoslawischer, vergleichsweise heizkraftarmer Steinkohle. Alle drei Baureihen erhielten die gleiche Kesselbauart und identische Tender. Die Reihen 05 und 06 erhielten auch identische Steuerungen und hintere Schleppachsen.
Borsig lieferte 1930 mit den Fabriknummern 12190 bis 12219 insgesamt 30 Stück der Baureihe 06 an die JDŽ. Zunächst waren die Loks im alten Nummernschema noch als Baureihe 486 eingeordnet, bis sie ab 1933 als 06 bezeichnet wurden. Die Lokomotiven übernahmen nicht nur Personen- und Güterzüge, sie beförderten auf den gebirgigen Strecken westlich von Zagreb auch Schnellzüge, darunter der Simplon-Orient-Express. Östlich von Belgrad wurden die Loks nicht eingesetzt.
Nachdem die Wehrmacht im Balkanfeldzug Jugoslawien erobert und besetzt hatte, wurden die Lokomotiven der JDŽ auf die neu gegründeten Vasallenstaaten verteilt. Die Mikados der Reihe 06 wurden breit verteilt. Kroatien erhielt acht Stück. Der Großteil der Loks ging allerdings an Bahnen der Nachbarstaaten, die sich nach der Eroberung jeweils einen Teil Jugoslawiens als Beute einverleibten. In Serbien blieb damit keine einzige Lok dieser Baureihe. Italien übernahm zusammen mit Teilen Dalmatiens und Sloweniens unter anderem auch sieben Loks der Reihe 06 in den Bestand der FS. Die Hälfte der Loks übernahm die Deutsche Reichsbahn, die sie weiterhin auf den Strecken der zur Eingliederung ins Reich vorgesehenen Untersteiermark einsetzte. Bei der DR wurden die Lokomotiven als Baureihe 39.4 bezeichnet und erhielten die Betriebsnummern 39 401–415. 1945 fanden sich sechs Loks in Österreich und eine, die 39 414 (ex 06 026), in Deutschland. Die in Deutschland und Österreich verbliebenen Loks mussten bis 1947 an Jugoslawien zurückgegeben werden.
Nach dem Krieg kehrten die Loks, von denen einige erst mühsam überholt werden mussten, in ihre früheren Einsatzgebiete zurück. Westlich von Zagreb bespannten die ab 1954 nurmehr als JŽ abgekürzten Jugoslawischen Eisenbahnen wieder Züge aller Gattungen mit der 06, unter anderem auch erneut den Simplon-Orient-Express sowie den Tauern-Express. Noch bis Mitte der 1970er Jahre setzte das Betriebswerk Maribor die Loks auch vor Schnellzügen ein, wo sie bis in den Bahnhof Spielfeld-Straß nach Österreich kamen. Bis Ende des Jahrzehnts wurden sie allerdings aus dem planmäßigen Dienst genommen.
Das Eisenbahnmuseum Ljubljana besitzt drei Loks der Reihe 06, davon steht die 06 013 (von 1941 bis 1945 als 39 412 im Bestand der DR) als Dauerleihgabe und Botschafterlokomotive Sloweniens im Bahnpark Augsburg. Die 06 018 steht in Ljubljana, die nicht mehr vollständig erhaltene 06 016 dient ihr als Ersatzteilspenderin.